# Iguapeia gengnageli
Iguapeia gengnageli is een hooiwagen uit de familie Gonyleptidae.